# Liste des lieux patrimoniaux du comté d'Inverness
Cet article recense les lieux patrimoniaux du comté d'Inverness en Nouvelle-Écosse inscrit au répertoire des lieux patrimoniaux du Canada, qu'ils soient de niveau provincial, fédéral ou municipal.

## Liste
| [ 1 ] | Lieu patrimonial                                 | Illustration               | Municipalité     | Adresse                                    | Coordonnées      | No    | Constr. | Prot.                                | Rec. | Notes |
| ----- | ------------------------------------------------ | -------------------------- | ---------------- | ------------------------------------------ | ---------------- | ----- | ------- | ------------------------------------ | ---- | ----- |
| P     | Paroisse Saint-Pierre                            | Paroisse Saint-Pierre      | Chéticamp        | Cabot Trail                                | 46.6246 -61.0157 | 7257  | 1893    | Provincially Registered Property     | 2004 |       |
| P     | Paroisse Saint-Pierre                            | Paroisse Saint-Pierre      | Chéticamp        | 15 119 Cabot Trail Drive                   | 46.6255 -61.0161 | 8821  | 1893    | Provincially Registered Property     | 2004 |       |
| M     | Saint Margaret of Scotland Catholic Church       | Téléverser                 | Glendale         | 3080 River Denys Road                      | 45.8671 -61.3048 | 11847 | 1841    | Municipally Registered Property      | 1985 |       |
| M     | MacDonald House                                  | Téléverser                 | Glendyer         | 356 Smithville Road                        | 46.0876 -61.3496 | 12059 |         | Municipally Registered Property      | 1989 |       |
| M     | Inverness Railway Station                        | Inverness Railway Station  | Inverness        | 62 Lower Railway Street                    | 46.2311 -61.3091 | 11859 | 1900    | Municipally Registered Property      | 1985 |       |
| M     | MacMillan-Cameron House                          | Téléverser                 | Inverness        | 15726 Highway 19; Inverness                | 46.2266 -61.3087 | 8846  |         | Municipally Registered Property      | 2002 |       |
| P     | MacMillan-Cameron House                          | Téléverser                 | Inverness        | 15726 Central Avenue; Highway 19           | 46.2266 -61.3084 | 6529  |         | Provincially Registered Property     | 2002 |       |
| M     | Judique on the Floor Historical Society Building | Téléverser                 | Judique          | 5663 Highway 19                            | 45.8863 -61.4899 | 15165 |         | Municipally Registered Property      | 1996 |       |
| M     | MacKeen-Smith House                              | Téléverser                 | Mabou            | 11247 Highway 19                           | 46.066 -61.4041  | 12206 |         | Municipally Registered Property      | 1985 |       |
| M     | Saint Joseph's Roman Catholic Church             | Téléverser                 | Marble Mountain  | 5621 Marble Mountain Road; Marble Mountain | 45.8204 -61.0414 | 8735  | 1905    | Municipally Registered Property      | 1997 |       |
| M     | Big Intervale United Church                      | Téléverser                 | Margaree Valley  | 3207 East Big Intervale Road; Kingross     | 46.4448 -60.9193 | 8851  | 1868    | Municipally Registered Property      | 2002 |       |
| F     | Phare de Mabou                                   | Phare de Mabou             | McKeens Point    |                                            | 46.087 -61.472   | 4221  | 1908    | ÉFP reconnu                          | 2004 |       |
| M     | MacFarlane House                                 | Téléverser                 | Mull River       | 1517 Mull River Road                       | 46.0048 -61.3594 | 15334 | 1871    | Municipally Registered Property      | 1987 |       |
| M     | Orangedale Railway Station                       | Orangedale Railway Station | Orangedale       | 1428 Orangedale Road                       | 45.9006 -61.0938 | 11800 | 1886    | Municipally Registered Property      | 2008 |       |
| P     | Captain James Embree House                       | Téléverser                 | Port Hawkesbury  | 209 Granville Street                       | 45.6165 -61.3651 | 3555  | 1880    | Provincially Registered Property     | 1995 |       |
| M     | Haus Treuburg                                    | Téléverser                 | Port Hood        | 175 Main Street                            | 46.0149 -61.5307 | 15307 |         | Municipally Registered Property      | 1997 |       |
| M     | Peter Smyth House                                | Téléverser                 | Port Hood        | 342 Main Street; Port Hood                 | 46.0206 -61.5342 | 8734  |         | Municipally Registered Property      | 1985 |       |
| P     | Peter Smyth House                                | Téléverser                 | Port Hood        | 342 Main Street                            | 46.0206 -61.5342 | 3894  | 1855    | Provincially Registered Property     | 1985 |       |
| M     | Jubilee United Church                            | Téléverser                 | Port Hood Island | 179 Beach Road                             | 46.0164 -61.5636 | 15166 | 1904    | Municipally Registered Property      | 2004 |       |
| P     | Campbell Heritage House                          | Téléverser                 | Strathlorne      | 340 Church Road                            | 46.1775 -61.2867 | 8229  |         | Provincially Registered Property     | 1989 |       |
| P     | Campbell-Rose House                              | Téléverser                 | Strathlorne      | 340 Church Road                            | 46.1816 -61.2771 | 11878 |         | Provincially Registered Property     | 1989 |       |
| M     | Robert and Lucinda MacDonald House               | Téléverser                 | Strathlorne      | 14860 Highway 19                           | 46.1898 -61.2872 | 15308 |         | Municipally Registered Property      | 1996 |       |
| F     | Phare                                            | Téléverser                 | Subdistrict B    | Île Henry                                  | 45.977 -61.5976  | 9624  | 1902    | Recognized Federal Heritage Building | 1991 |       |
| M     | Leonard House                                    | Téléverser                 | West Bay         | 36 Manse Road                              | 45.7066 -61.1686 | 12015 | 1878    | Municipally Registered Property      | 1991 |       |